# Plaza Mayor de Chinchón
Pour les articles homonymes, voir Plaza mayor.
La plaza Mayor de Chinchón est une place à portique située dans la ville de la Communauté madrilène de Chinchón.

## Description

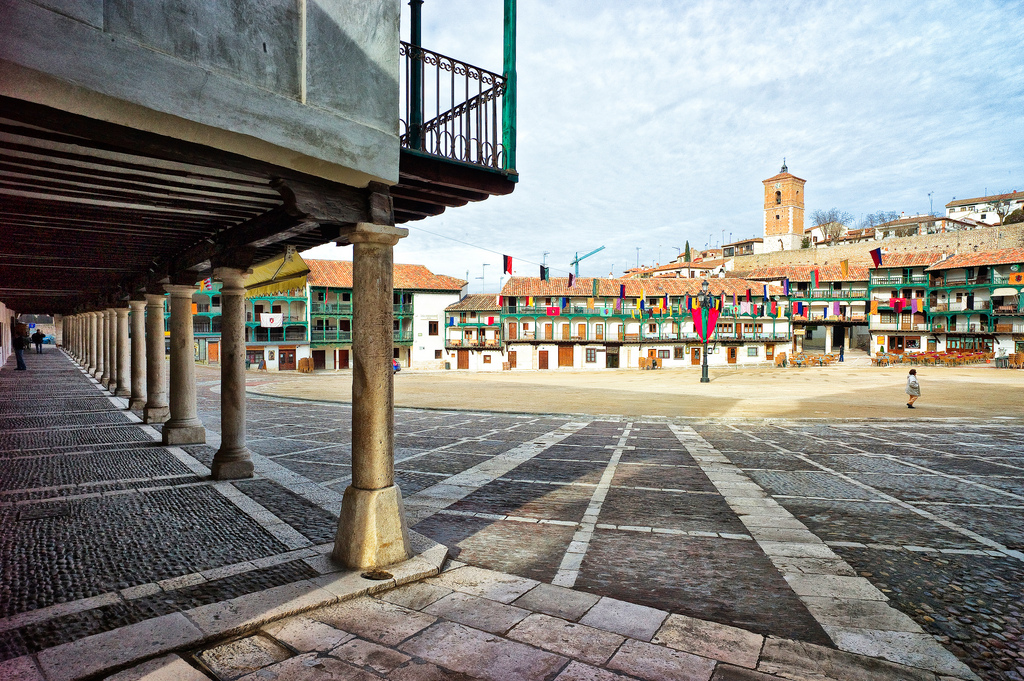
Vue des soportales

Elle est située dans le centre urbain de la ville de Chinchón, au sud-est de la Communauté de Madrid [1]. Elle est considérée comme un des exemples les plus notables de places portiquées castillanes. Les bâtiments qui l'entourent sont composées de colonnes et d'élégants éléments de bois, comptabilisant un total de 234 balcons . La place jouit d'une protection intégrale et sert quelquefois d'arènes pour des spectacles taurins.
Les balcons sont peints de couleur verte, bien que dans le passé auraient eu une teinte bleue .

## Références

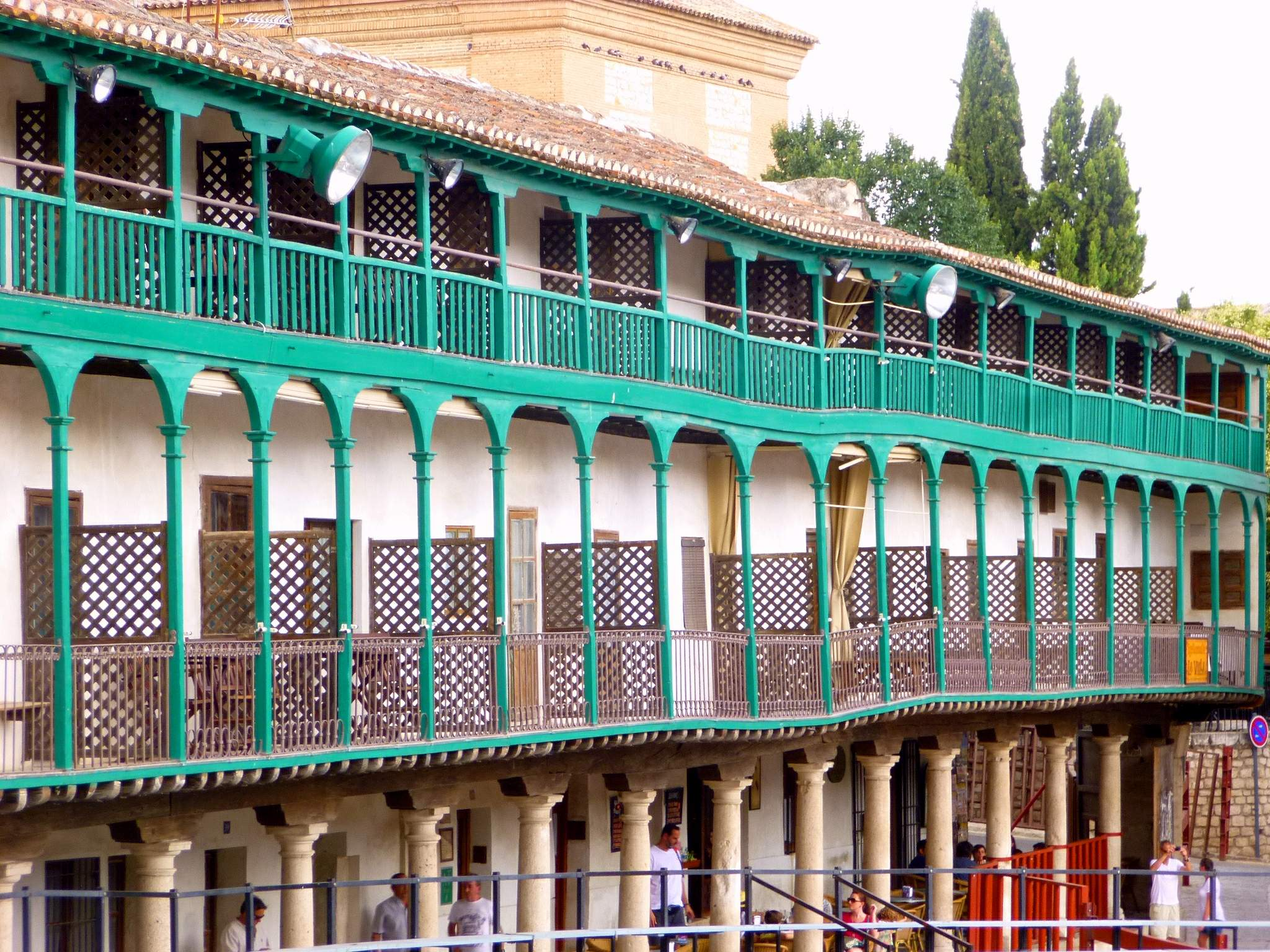
Détail des balcons de la Plaza Mayor de Chinchón